# Gunjur (ort i North Bank)
Gunjur är en ort i Gambia. Den ligger i regionen North Bank, i den västra delen av landet, 60 km öster om huvudstaden Banjul. Antalet invånare var 1 310 vid folkräkningen 2013.